# 양배차
양배차(본명 : 윤진영, 1988년 4월 10일 ~ )은 대한민국의 희극 배우이다. 데뷔초에는 윤빈이라는 예명을 쓰다가 2015년부터 양배차로 활동한다.

## 출연작

### 방송
- 코미디빅리그 (tvN)
  - 《코빅열차》 슈퍼맨(2014년 2쿼터) 역
  - 《187》
  - 《국제시장 7080》 춘복
  - 《로마법》
  - 《깽스맨》
  - 《여자사람친구》 불량배 역
  - 《개국공신》 망나니 역
  - 《충청도의 힘》
  - 《C.S.I》
  - 《B.O.B 패밀리》
  - 《어쩌다 서른》
  - 《리얼극장 선택》
  - 《마이 마더》 허안나의 아들 역
  - 《신기한 동물사전》
  - 《CG맨》
  - 《이게무슨일이야》
  - 《석포빌라B02호》
  - 《수 엄마》, 《영기엄마》 영기 역
  - 《연애 면허시험장》 시험생 역
- SNL 코리아 (tvN)
  - 《극단적 광고(종현 편)》 - 북한 김정은 역
- SBS 《덩치 서바이벌-먹찌빠》(2024년)

### CF
- 2021년 압구정안과 ICL 렌즈삽입술